# Frederico Carlos de Schwarzburg-Rudolstadt
Frederico Carlos de Schwarzburg-Rudolstadt (7 de junho de 1736 - 13 de abril de 1793) foi um coleccionador de História Natural alemã e príncipe reinante de Schwarzburg-Rudolstadt desde 1790 até à sua morte.

## Biografia
Frederico Carlos era filho do príncipe Luís Günther II de Schwarzburg-Rudolstadt e da sua esposa, a condessa Sofia Henriqueta de Reuss-Utergreiz. Quando era ainda uma criança, iniciou a sua colecção de história natural que mais tarde foi entregue ao Museu de História Natural de Rudolstadt. Em 1757, criou a Colecção Principal de História Natural no Castelo de Ludwigsburg em Rudolstadt. A colecção foi aumentada posteriormente e, no século XIX, ocupava sete divisões do castelo. Um dos primeiros supervisores da colecção foi Christoph Ludwig Kämmerer. Em 1919, a colecção passou para o Castelo de Heideckburg.
Frederico Carlos trocava correspondência com Johann Heinrich Merck, entre outros, que lhe ofereceram alguns ossos de rinoceronte e outras peças das suas colecções para investigação. Frederico Carlos também trocava correspondência com Johann August Ephraim Goeze, com o médico Friedrich Martini, com o vigário Johann Samuel Schröter e com Johann Ernst Immanuel Walch. Tinha relações pessoais e cientificas com os seus correspondentes e guardava os seus trabalhos na biblioteca. Alguns destes trabalhos foram-lhe dedicados, por exemplo, o terceiro volume de conquiliologia de Martini, publicado em 1777, foi dedicado a Sua Alteza, o príncipe Frederico Carlos de Schwarzburg-Rudolstadt, pelo seu humilde escritor. A segunda edição do Depósito Natural de Theodor Klein e o Echinodermatum de Nathaniel Gottfried Leske também foram dedicados a Frederico Carlos.
Em 1792, Frederico Carlos construiu um teatro no relvado de Rudolstadt. Foi inaugurado poucas semanas após a sua morte. Johann Wolfgang von Goethe foi o seu director entre 1793 e 1803. Mais tarde foi aumentado e tornou-se no Teatro do Estado da Turíngia em Rudolstadt.

## Casamentos e descendência
Frederico Carlos casou-se com a sua primeira esposa, a princesa Augusta de Schwarzburg-Rudolstadt a 21 de outubro de 1763. Juntos tiveram seis filhos:
1. Frederica de Schwarzburg-Rudolstadt (12 de maio de 1765 – 4 de fevereiro de 1767), morreu com vinte-e-um meses de idade.
2. Luís Frederico II de Schwarzburg-Rudolstadt (9 de agosto de 1767 – 28 de abril de 1807), casado com a condessa Carolina de Hesse-Homburgo; com descendência.
3. Henriqueta de Schwarzburg-Rudolstadt (31 de Maio de 1770 – 23 de maio de 1783), morreu aos doze anos de idade.
4. Carlos Günther de Schwarzburg-Rudolstadt (23 de agosto de 1771 – 4 de fevereiro de 1825), casado com a condessa Luísa Ulrica de Hesse-Homburgo; com descendência.
5. Carolina de Schwarzburg-Rudolstadt (21 de janeiro de 1774 – 11 de janeiro de 1854), casada com o príncipe Günther Frederico Charles I de Schwarzburg-Sondershausen; com descendência.
6. Luísa de Schwarzburg-Rudolstadt (21 de novembro de 1775 – 25 de dezembro de 1808), casada com o conde Ernesto Constantino de Hesse-Philippsthal; com descendência.

Frederica morreu em 1778. Dois anos depois, Frederico Carlos voltou a casar-se, desta vez com a duquesa Augusta de Saxe-Gota-Altemburgo. Não nasceram filhos desta união.